# Han Han

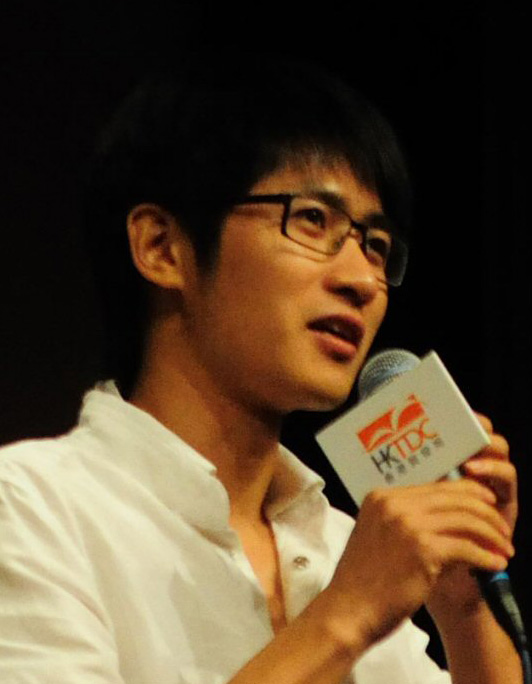
Han Han 2010 auf der Buchmesse Hongkong

Han Han (chinesisch 韓寒 / 韩寒, Pinyin Hán Hán; * 23. September 1982 in Shanghai) ist ein chinesischer Rallyefahrer, Schriftsteller, Blogger, Herausgeber der Zeitschrift „Solistenchor“ (Duchang tuan 独唱团) und Songwriter.

## Leben
Die ersten Veröffentlichungen fallen in die Mittelschulzeit. Die Städtische Zweite Mittelschule des Shanghaier Bezirks Songjiang ist eine angesehene Schule, die Han Han aufgrund von überdurchschnittlichen sportlichen Leistungen besuchte. Im ersten Jahr der Oberstufe (1999) gewann er mit dem Text „Selbstbetrachtungen im Glas“ (bei zhong kui ren 杯中窥人) einen ersten Preis für Nachwuchsschriftsteller. Anschließend blieb er sitzen, da er in sieben Fächern nicht die Klausuren am Ende des Schuljahres bestand. Dies löste, nachdem Medien darüber berichtet hatten, eine Kontroverse über eine Erziehung zur Mündigkeit (suzhi jiaoyu 素质教育) aus, also die Frage, ob die Zielsetzung in der Schule eine allgemeine oder eine spezielle Bildung sein solle. Sein erster Roman „Die dreifache Tür“ (San chong men 三重门) handelt von dem Leben eines Schülers im dritten Jahr der Unterstufe und machte ihn auch in anderen Teilen Chinas bekannt. Das Buch erreichte insgesamt eine Auflage von zwei Millionen Exemplaren und war der am meisten verkaufte Roman der letzten zwanzig Jahre. Nachdem Han Han das zweite Jahr der Oberstufe wiederholt hatte, fiel er wieder durch sieben Fächer und brach die Schule schließlich ab.
Nach dem Schulabbruch veröffentlichte er weiterhin, so die Kurzgeschichten Lingxia yi du 零下一度 („Ein Grad unter Null“), Tonggao 2003 通稿2003 („Entwürfe für 2003“), Jiu zheme piaolai piaoqu 就这么漂来漂去 („Herangespült und Weggewaschen“) und Za de wen 杂的文 („Vermischtes“) sowie die Romane „Die dreifache Tür“, „Wie die Jugend, flink und stürmisch“ (Xiang shaonian la feichi 像少年啦飞驰), „Chaos in Chang'an“ (Chang'an luan 长安乱), Yi zuo cheng chi 一座城池, „Ehrentag“ (Guangrong ri 光荣日) und „Sein Königreich“ (Ta de guo 他的国). Neben dem Schreiben ist Han Han ein großer Fan des Motorsports und entschied sich für eine Karriere als professioneller Fahrer. Zwar erschienen in der Folge weniger Bücher, doch schrieb und schreibt er weiterhin kritische Essays in seinem Blog, wovon viele große Beachtung fanden und einige zu Kontroversen führten.
Im Februar 2005 sollte das Werk Tong jing 痛经 des jungen Autors Jie Hang 解航 in einer Hollywood-Produktion zu einem TV-Drama verarbeitet werden und es war ein Dreh in Nordchina geplant. Da Han Han dem Hauptdarsteller in dem Drama ähnelte, wurde er von der chinesischen Produktionsfirma Hollywood empfohlen. In einem Zeitungsinterview sagte Han Han: „Ich habe bis jetzt noch keine Einladung erhalten und würde das Angebot grundsätzlich ablehnen.“ Weiter sagte er, „egal ob Hollywood oder nicht, ob ich in einem Film mitspiele, hängt auch davon ab, wer die Hauptdarstellerin ist.“ Als ihm im Interview eröffnet wurde, das Drama handle von einer Liebesbeziehung zwischen einem Schüler und einer Lehrerin, lachte Han und sagte, dies „macht es noch unwahrscheinlicher, dass ich die Rolle übernehme.“
Han Han schreibt gelegentlich Songtexte, so erschien im September 2006 sein erstes Album Shiba jin 十八禁 („Ab 18“), für das er die Lyrics selbst schrieb. 2010 übernahm Han eine Gastrollte in dem Film Dongwu shijie – zhaiju dongwu 动物世界——宅居动物 („Animal World: The Cyber-Animals“) von Hu Ge 胡戈.
Han Han heiratete im Mai 2010 seine langjährige Freundin Jin Lihua 金丽华, sie haben eine Tochter.

## Blog-Kontroversen

### Streit zwischen Han Han und Bai Ye
Am 2. März 2006 antwortete Han Han auf Bai Ye 白烨, ein Literaturkritiker und Buchhändler, der einen Blog-Beitrag mit dem Titel „Die heutige Lage und die Zukunft der in den 80er Jahren Geborenen“ (“Bashi hou” xianzhuang yu weilai 80后"现状与未来). Han Han's Blog-Beitrag trägt den Titel „Die Literaturszene ist ein Witz, maß dir nichts an!“ (Wentan shi ge pi, shui dou bie zhuangbi 文坛是个屁，谁都别装逼). Bis zu diesem Streit wurde nur diskutiert, ob beide zu der sogenannten in den 80er Jahren geborenen Generation von Autoren zu rechnen sind und ob sie bereits in der etablierten Literaturszene angekommen sind, was sich jetzt jedoch zu einem Streit zwischen Han und Bai entwickelte. Am Mittag des 4. März schrieb Bai Ye einen Beitrag unter dem Titel „Eine persönliche Erwiderung auf Han Han“ (Wo de shengming – huiying Han Han 我的声明－回应韩寒), welche nicht als eine literarische Replik aufgefasst wurde, sondern in den Verdacht einer persönlichen Beleidigung und eines persönlichen Angriffs geriet. In der Folge beteiligten sich der Schriftsteller Lu Tianming 陆天明, dessen Sohn und junge Regisseur Lu Chuan 陆川 und der in China berühmte Musiker Gao Xiaosong 高晓松 an der Kontroverse und machten sie zu einem im Internet stark diskutiertem Thema. Han Han sparte in seinem Blog nicht mit Spott an den oben Genannten, wählte Ausdrücke aus der Vulgärsprache und brachte sie, einschließlich Bai Ye, dazu, nach und nach ihre Blogs zu schließen. 2010 sind Gao Xiaosong und Lu Tianming wieder mit Han Han ins Reine gekommen, Gao antwortete auch auf die Einladung zur Einsendung von Manuskripten für Han Hans Zeitschrift „Solistenchor“.

### Weitere Kontroversen
Han stellte moderne chinesische Lyrik in Frage. In einer Reihe von Blog-Beiträgen die begannen mit „Warum gibt es noch moderne Lyrik und Lyriker?“ (Xiandai shi he shiren weishenme hai cunzai 现代诗和诗人为什么还存在) vom 26. September 2006 äußerte er sich höhnisch über moderne chinesische Lyrik, einschließlich des bereits verstorbenen Xu Zhimo 徐志摩 und Hai Zi 海子 und der „Unterleib Poeten“ (xia banshen shiren 下半身诗人) Shen Haobo 沈浩波, Yang Li 杨黎, Yi Sha 伊沙 und Dong Li 东篱.
Am 19. April 2007 nannte Han Han den Gesangswettbewerb „Super Girl“ 2006 (in etwa Chinas DSDS), in dessen Jury auch der Rockmusiker Zheng Jun 郑钧 saß, „schrecklich vulgär“, doch war er 2007 selbst Jurymitglied in dem Gesangswettbewerb „Super Boy“. Als Reaktion schrieb er in seinem Blog „Über meine derzeitigen Engagements“ (Zuijin de yixie anpai 最近的一些安排) und äußerte Zweifel an seinen vorherigen Äußerungen über Zheng Jun, was letztlich zu einer Kontroverse zwischen beiden führte.

## Online-Buchhandlung und Gründung einer Zeitschrift
Am 19. April 2009 eröffnete Han Han beim Internet-Auktionshaus Taobao „Han Han's Buchhandlung“, welche versprach nur signierte Bücher zu verkaufen. Da es zu einem zu großen Umsatz und einer zu großen Anzahl an Transaktionen kam, schloss das System des Auktionshauses automatisch die Buchhandlung, da es falsche Transaktionen und Kreditkartenbetrug annahm.
Am 1. Mai 2009 veröffentlichte Han Han auf seinem Blog bei sina.com die Einladung „Beiträge für eine neue Zeitschrift gesucht, Mitarbeiter gesucht; vorgesehene Honorare; Anschrift für Manuskripte“ (xin zazhi de zhenggao xin, zhengren xin, gaofei biaozhun, tougao youxiang 新杂志的征稿信，征人信，稿费标准，投稿邮箱), um selbst eine Zeitschrift herauszugeben, doch da er Raubdrucke fürchtete, nannte er keinen Namen, sondern nur eine Adresse für Manuskripte, Stellenausschreibungen und eine Kontaktadresse für Werbekunden. Öffentliche Beachtung fand, dass die Coverstory, sofern es eine Erstveröffentlichung ist, mit 2000 Yuan pro 1000 Zeichen honoriert wird, was etwa das zehn- bis vierzigfache des Durchschnittshonorars von chinesischen Verlagen ist und etwa das zwei- bis vierfache dessen, was die größten Zeitschriften an ihre Starautoren zahlen: 1000 Yuan pro 1000 Zeichen, also mehr als das zehn- bis zwanzigfache; für bereits an anderer Stelle veröffentlichte Artikel zahlen die größten Zeitschriften 500 Yuan pro 1000 Zeichen, in Han Hans Zeitschrift wäre es das fünfzehnfache des Durchschnitts. Für ein Photo wird bis zu 5000 Yuan gezahlt. Außerdem kündigte Han Han eine Kolumne für naocan 脑残 („Geisteskranke“), Internet-Slang für Idiot oder Troll, an, welche mit 250 Yuan pro 1000 Zeichen bezahlt wird. 250 (erbaiwu 二百五) bedeutet im Chinesischen „Vollidiot“, Han Han äußerte sich zu dieser Entscheidung, auch solche „Autoren“ aufzunehmen:
„In jeder Ausgabe wird es zwei bis drei Artikel geben, die mit den absurdesten Ansichten und schlechtesten Stil, welche ein negatives Exempel der Zeitschrift bilden. Die Zeitschrift wird die Autoren zu „Geisteskranken“ erklären, welche gegen Menschlichkeit, den gesunden Menschenverstand, gegen Gerechtigkeit und Freiheit sind. Der Standpunkt der Zeitschrift ist, dass auch ein solcher Stil die Öffentlichkeit erreichen soll. Um diesen Autoren gerecht zu werden, werden solche Artikel mit 250 Yuan pro 1000 Zeichen honoriert, was ein sehr hohes Honorar im Vergleich zu anderen Zeitschriften ist. Die „250“ sind nicht vom Himmel gefallen, ich habe mir schon etwas bei den Kosten gedacht.“ – Han Han
Bereits fünf Tage nach dem Posting gab es über zehntausend Manuskripteinsendungen aus allen Teilen Chinas und über tausend Lebensläufe. Interessanterweise fand Han Han darunter einige, die eindeutig nicht den vorher aufgestellten Ansprüchen genügten, wie Plagiate, pornographische Erzählungen und Examensarbeiten. Han Han machte notgedrungen nochmal klar, dass er solche Beiträge nicht in die Zeitschrift aufnehmen wird.
Sein Zeitschriftenprojekt fand große Beachtung, ein anderer Herausgeber meinte, dieses verwandle Han Han in einen wahren Literaten (wenren 文人), und ein Journalist sah darin die Vollendung der Wandlung von einem rebellischen Jugendlichen in einen Intellektuellen. Doch aufgrund einiger Beschränkungen, denen Herausgeber in China unterliegen, verschob Han Han die zum August 2009 geplante Erstausgabe von Solistenchor um ein Jahr, sie erschien erst am 6. Juli 2010. Von den Lesern wurde die Erstausgabe nichtsdestotrotz begeistert aufgenommen, der Verlag Huawen tianxia erklärte, bei Amazon.cn seien die Online-Vorbestellungen innerhalb von zehn Stunden bereits auf Platz eins der Bestseller aufgestiegen.

## Karriere als Rallyefahrer
Nachdem sich Han Han für eine Karriere als Profirennfahrer entschied, beklagte er sich einmal über die prekäre finanzielle Lage, Autoren und Rennfahrer würden vergleichsweise wenig verdienen. Bei ihm kam noch hinzu, dass er an keinen Werbeveranstaltungen von Verlagen teilgenommen hatte und die Rechteeinnahmen seiner Bücher das einzige Einkommen darstellten. Doch der Motorsport gebe ihm ein Erfolgsgefühl und das greifen nach dem Pokal bezeuge seine voll entwickelte Persönlichkeit eines guten Schülers.
„Mein Einkommen sind die Rechte an meinen Büchern, ich habe keinen Geschäftssinn, hatte noch nie Aktien und bin an keinem Fonds beteiligt. Dass ich Rallye aus Spaß fahre verschwendet am meisten Geld und lässt kaum etwas fürs Kochen Zuhause übrig.“ – Han Han
„Ich habe nie bei irgendwelchen kommerziellen Aktionen mitgemacht und lehne jedes Jahr viele ab. Bei den Promotions könnte ich locker 3 Mio. Yuan verdienen, doch hab' ich Angst ich kann dann nicht mehr aufhören.“ – Han Han
Ergebnisse und Titel als professioneller Rallyefahrer:
- 2003 fuhr er für das Beijing Extreme Speed Racing Team 北京极速车队 bei der China Rally und erreichte den 6. Platz in Shanghai, den 8. in Changchun und den 6. in Peking, alle in Gruppe N.
- 2004 Platz 7 in Shanghai und Platz 4 in der Gesamtwertung, alles in Gruppe N.
- Juni 2004 tritt er dem Yunnan Red River Racing 云南红河车队 Team bei.
- 2006 erlangt er den ersten Platz im Formel BMW Asia Qualifying Race und bekommt ein Stipendium über 50.000 US-Dollar.
  - nimmt am jährlichen Formel BMW Rennen teil und belegt den 7. Platz in Bahrein und den ersten im Rookie Cup.
  - 8. Platz in Malaysia und den 2. im Rookie Cup.
  - 7. Platz in Shanghai und wieder den 2. im Rookie Cup.
  - 6. Platz in Japan und den 1. Platz im Rookie Cup.
- 2005 tritt er der dem Team Shanghai Volkswagen 333 上海大众333车队 bei.
- 2005 fährt er bei der China Rally mit in der Gruppe 1,6 l und belegt in vier Städten jeweils den 4. Platz: in Shanghai, Guizhou, Liupanshui und Kunming.
- 2005 nimmt er am China Circuit Championship Production Car 1600cc Category teil. Belegt den 1. Platz in Zhuhai, den 2. in Shanghai, den 3. in Peking und den 3. in Shaoguan. In der Gesamtwertung belegt er den 2. Platz.
- 2006 fährt er für Shanghai Volkswagen 333 beim China Circuit Championship 1600cc Category in Shanghai auf den 3. Platz, in der Gesamtwertung auf den 2. Platz.
- 2007 fährt er im gleichen Team beim gleichen Rennen in der Gesamtwertung auf den 1. Platz.
- 2009 nimmt Han Han an der Rallye-Weltmeisterschaft in Australien teil und schreibt in seinem Blog einen Bericht über den Stand der Vorbereitungen und mögliche Empfehlungen zur Rallye-Weltmeisterschaft in Australien[33].

## Weitere Aktivitäten
- Im April 2008 schreibt Han Han, dass die japanische Porno-Darstellerin Matsushima Kaede 松島かえで (chinesisch 松岛枫) sein Idol sei, was bei einigen Lesern seines Blogs Fragen nach seiner moralischen Integrität hervorruft.[34]
- Am 12. Mai 2008 versucht Han Han in das Katastrophengebiet nach dem Erdbeben in Sichuan zu kommen und Hilfe zu leisten, doch wird er mehrmals aufgehalten. Wenig später erscheint in seinem Blog ein Tatsachenbericht über seine fehlgeschlagene Hilfe. Er richtet einen Aufruf an Internetbenutzer zu einem „Hilfsgüter-Umschlagplatz“ für das Nötigste. Nachdem letztlich 0 Yuan zugesagte Spenden[35] eintreffen, spendet Han Han mit den Sportkommentatoren Huang Jianxiang 黄健翔 und Li Chengpeng 李承鹏 insgesamt 600000 Yuan und beschränken die Mittel auf den Wiederaufbau von Schulen.[36]
- Am 1. Februar 2010 hält Han Han eine Rede bei dem von der renommierten Zeitung Southern Weekly organisierten Symposium an der Xiamen-Universität (南方周末2009年原创榜文化论坛) zum Thema „Die Kultur einer sogenannten Großmacht“ (suowei daguo wenhua 所谓大国文化), in der er Beschränkungen der Meinungsfreiheit kritisiert. Dies ist eine der wenigen öffentlichen Reden von Han Han.
- Im März 2010 gibt er der taiwanischen Illustrierten Common Wealth Magazine 天下雜誌 ein Interview, in dem diese ihn als „Untergrund-Bürgermeister“ (dixia shizhang 地下市长) bezeichnet. Han Han antwortet, dass „Shanghai ein Freizeitpark für Abenteurer, aber auch eine Hölle für Bürger“ sei.[37]
- Laut Han Han kommt es im Durchschnitt jeden Monat zu einer Löschung in seinem Blog.[38]
- Am 17. April 2010 schreibt er in seinem Blog Vor was habt ihr Angst? (er nimen zai pa shenme 而你们在怕什么)[39]
- Am 28. Mai 2010 kritisiert er in dem Beitrag Jugend (qingchun 青春) Foxconn wegen der Selbstmordserie von Mitarbeitern.
- In einem Interview mit CNN am 2. Juni 2010 äußert er sich über die Einschränkungen im chinesischen Internet.[40][41]
- Am 11. Juni 2010 schreibt er Inexplicably, I hate you (mo ming, wo jiu chouhen ni 莫名，我就仇恨你)[42] und am folgenden Tag Bitte um Entschuldigung (wo de daoqian 我的道歉). Letzterer Blog-Beitrag wird gelöscht.
- Am 26. Juli 2011 schreibt er über das Eisenbahnunglück von Wenzhou den Artikel A Nation Derailed (tuojie de guodu 脱节的国度)[43], welcher kurze Zeit später entfernt wird.

## Diverses
Der New Statesman zählte Han Han auf Platz 48 der „World's 50 Most Influential Figures 2010“.
Den persönlichen Namen mit dem chinesischen Zeichen hán 寒 (Grundbedeutung „Kälte“) hatte sich sein Vater Han Renjun 韩仁均 als Pseudonym bereitgelegt, doch wurde er nie von ihm verwendet. Als Han Hans Mutter mit ihm schwanger war, wählte sein Vater den Namen noch in Unkenntnis des Geschlechts als ein „schriftstellerisches Vermächtnis“ für seinen Sohn oder seine Tochter. Die Herkunft ist also keine Anspielung auf das Wetter am Tag der Geburt.